# تريفور دودز
تريفور دودز (بالإنجليزية: Trevor Dodds)‏ هو لاعب غولف ناميبي، ولد في 26 سبتمبر 1959 في ويندهوك في ناميبيا.

## وصلات خارجية
- تريفور دودز على موقع رابطة لاعبي الغولف المحترفين (الإنجليزية)
- تريفور دودز على موقع رابطة أوروبا للاعبي الغولف المحترفين (الإنجليزية)
- تريفور دودز على موقع التصنيف العالمي الرسمي للغولف (الإنجليزية)